# Профсъюзно движение в България
В България профсъюзното (или синдикално) движение възниква постепенно след Руско-турската освободителна война от 1877 – 1878 г.

## Начално развитие
Първи се организират учителите. Те стачкуват, защото са недоволни от заплащането и лошите условия на работа. Следват печатарските работници. Тяхното дружество е с много добра организация, устав, и с отделни браншове. Характерно за периода 1878 – 1903 г. е сдружаването на работниците на териториален принцип. Те са все още малобройни и не с много голямо влияние.
Социализмът и профсъюзите вървят ръка за ръка. Създадената през 1891 г. Българска социалдемократическа партия от Димитър Благоев и съратници, оказва силно влияние върху синдикалното движение в България. През този период е създаден Централен работнически печатарски синдикат в София, който представлява първата профсъюзна организация на класова основа. Синдикатът организира 10 стачки в софийските печатници. Икономическата криза и безработицата в края на XIX и началото на XX век достигат големи размери. По това време възникват Общ работнически синдикален съюз (ОРСС), свързан с тесните социалисти и Свободен общ работнически синдикален съюз (СвОРСС), свързан с широките социалисти.

## Превръщане в обществена сила
На 21 и 22 юли 1904 г. се състои учредителният конгрес на ОРСС в Пловдив, който приема Устава с основен принцип демократически централизъм. От своя страна широките социалисти определят своята профсъюзна дейност на основата на неутралитета, независимо от политиката и религията. През 1905 г. печатарските работници стачкуват в продължение на 53 дни, което води до подписването на първия колективен трудов договор. Сред завоеванията на профсъюзите по това време са: намаляване на работния ден и увеличаване на заплатите, ограничаване на детския и женския труд и подобряване охраната на труда.
През юли 1909 г. избухва стачката в Кибритената фабрика на г. Костенец. Това е най-продължителната стачка (133 дни) в историята на българското работническо движение за онова време. Стачката е смазана с полицейско насилие.
След Октомврийската революция в Русия от 1917 г. БРСДП (т.с.) става Българска комунистическа партия (т.с.) и организира протестни акции, демонстрации и стачки. След деветоюнския преврат от 1923 г., когато БКП (т.с.) взема решение за подготовка на въоръжено въстание, ОРСС излиза с Декларация за преустановяване на всякакви връзки с партията и решава да обедини профсъюзното движение в единен народен фронт.
През април 1924 г. Народното събрание приема Закона за защита на държавата, който забранява всички организации, идейно свързани с БКП (т.с.), в това число и ОРСС. Това довежда до обединяване на работническите профсъюзи в Независими работнически професионални съюзи (НРПС). През юни 1931 г. избухва стачката на текстилните работници, при потушаването на която има убити и ранени, което предизвиква масови митинги и демонстрации

## Анархосиндикализъм
Между двете войни в България съществуват различни анархосиндикални организации с влияние сред фабричните работници и земеделците. Създадена е и българска секция на Международната работническа асоциация. През 1930 г. започва създаването на анархосиндикалната кооперация Власовден в Хасковско. За съвсем кратко време Власовденските сдружения в града са вече повече от десет и постепенно в Хасковска околия са създадени над тридесет дружества. Основан е и печатен орган на федерацията – вестник „Власовден“, излизащ месечно в над 1000 броя. Власовденски сдружения започват да се изграждат и в други околии из България и федерацията прераства в конфедерация „Власовден“. През месец септември 1932 г. в Хасково се провежда конгрес на федерациите на власовденските дружества в страната, на който се изработва Устав на Земеделската професионална конфедерация „Власовден“ в България, утвърден на 11 април 1933 г. Власовденската анархосиндикална конфедерация е забранена след преврата на кръга „Звено“ на 19 май 1934 г.

## Казионни синдикати
След преврата на 19 май 1934 г. новото правителството суспендира Търновската конституция, разпуска Парламента и забранява политическите партии и свързаните с тях организации. Законът също така забранява стачките. Въпреки това в периода между 1934 г. и 1944 г. са проведени 290 стачки. Най-известни са стачките на тютюноработниците.

## Социалистически профсъюзи
На 9 септември 1944 г. Отечественият фронт завзема властта и утвърждава народно-демократична власт в България.
Създават се новите социалистически профсъюзи. Още на 16 септември същата година е взето решение да се учреди Общ работнически професионален съюз (ОРПС), чиято главна задача е защитата на материалните и духовни интереси на всички работници. До колективизацията през 1947 г. единственият механизъм, който регулира взаимоотношенията между работниците и работодателите, са колективните трудови договори.
След национализацията на частната собственост и ликвидирането на останалите партии и опозицията профсъюзите в България се превръщат в междинно звено между партията и трудещите се, оперират на принципа на демократическия централизъм и признават ръководната роля на партията. През 1948 г. 90% от работниците членуват в профсъюзите. Основните фигури на всяко предприятие стават директорът, партийният секретар и председателят на профкомитета.
На третия конгрес на профсъюзите през 1951 г. Централният съвет на ОРПС се преименува в Централен съвет на профсъюзите (ЦСПС). Приет е Кодекс на труда. В периода 1962 – 1989 г. ролята на профсъюзите почти напълно се обезличава. Те са подчинени на решенията на партийните конгреси и се превръщат в мълчалив сателит и изпълнител на волята на партията. Създава се Движение за комунистически труд и рационализаторското движение. Мястото и ролята на профсъюзите е определена като комунистическо възпитание на трудещите се.
През 1987 г. за пръв път в историята на профсъюзите при социализма новият Устав дава определена автономност на профсъюзната организация, за първи път тя може самостоятелно да взима решения за задачите си, формите и средствата за работа. По това време 98% от хората членуват в профсъюз и се предлага членството да е на доброволна основа.
Появата на независимия профсъюз „Подкрепа“, учреден на 8 февруари 1989 г. е първата стъпка към плурализъм в тоталитарното общество и първата опозиционна проява. Ръководителите му са преследвани и арестувани. В отговор на репресиите през лятото на същата година са организирани щафетна гладна стачка и демонстрации.

## Съвременни профсъюзи
На 6 март 1990 г. е подписано първото общо споразумение между КНСБ и „Подкрепа“, а на 20 април 1992 г. КНСБ и КТ „Подкрепа“ излизат с общия Меморандум за социалната защита на доходите. Макар че това са двете главни синдикални движения, в първите години на демокрацията се създават множество други структури като Народен профсъюз „Единство“, Национален профсъюз „Бизнес“, Асоциация на демократичните синдикати (АДС), Национален профсъюз и други. През април 1993 г. синдикалните федерации на КНСБ и КТ „Подкрепа“ организират първия съвместен протестен митинг-шествие с разнообразни искания, засягащи приватизацията и фалита.
През 1995 г. КНСБ и КТ „Подкрепа“ са приети за членове на Европейската конфедерация на профсъюзите. КНСБ става член на Международната конфедерация на свободните профсъюзи през 1995 г., а КТ „Подкрепа“ още през 1991 г. На 25 февруари 1997 г. КНСБ, КТ „Подкрепа“, БСК и служебното правителство на Стефан Софиянски подписват Пакт за социален мир.
За национално представителни са признати единствено КНСБ и КТ „Подкрепа“, защото покриват критериите: КНСБ наброява 607 883 членове, а КТ ”Подкрепа“ – 154 894. Останалите 6 профсъюза имат общо 14 499 членове.
През 2010 г. е създаден Автономен Работнически Синдикат (АРС) – анархосиндикална организация със секции в няколко български града. За разлика от казионните профсъюзни организации, АРС е класова организация, която разчита на демократична организация без централно ръководство, пряко участие на работниците и пряко действие срещу работодателите – стачки, блокади, саботажи. АРС не се стреми да участва в тристранното сътрудничество и не приема държавни субсидии. През 2019 секциите на АРС се обединяват в нова организация - Автономна Работническа Конфедерация - АРК.
През 2013 година в Пловдив е възродена и възстановена класовата организация Общ работнически синдикален съюз, която е кандидат-член на Световната организация на професионалните съюзи.